# Il sogno della camera rossa (film)
Il sogno della camera rossa (紅樓夢T, 红楼梦S, Hónglóu mèngP) è un film del 1944 diretto da Bu Wancang.
È il primo adattamento cinematografico dell'omonimo dramma dell'era Qing di Cao Xueqin.